# 大跳台

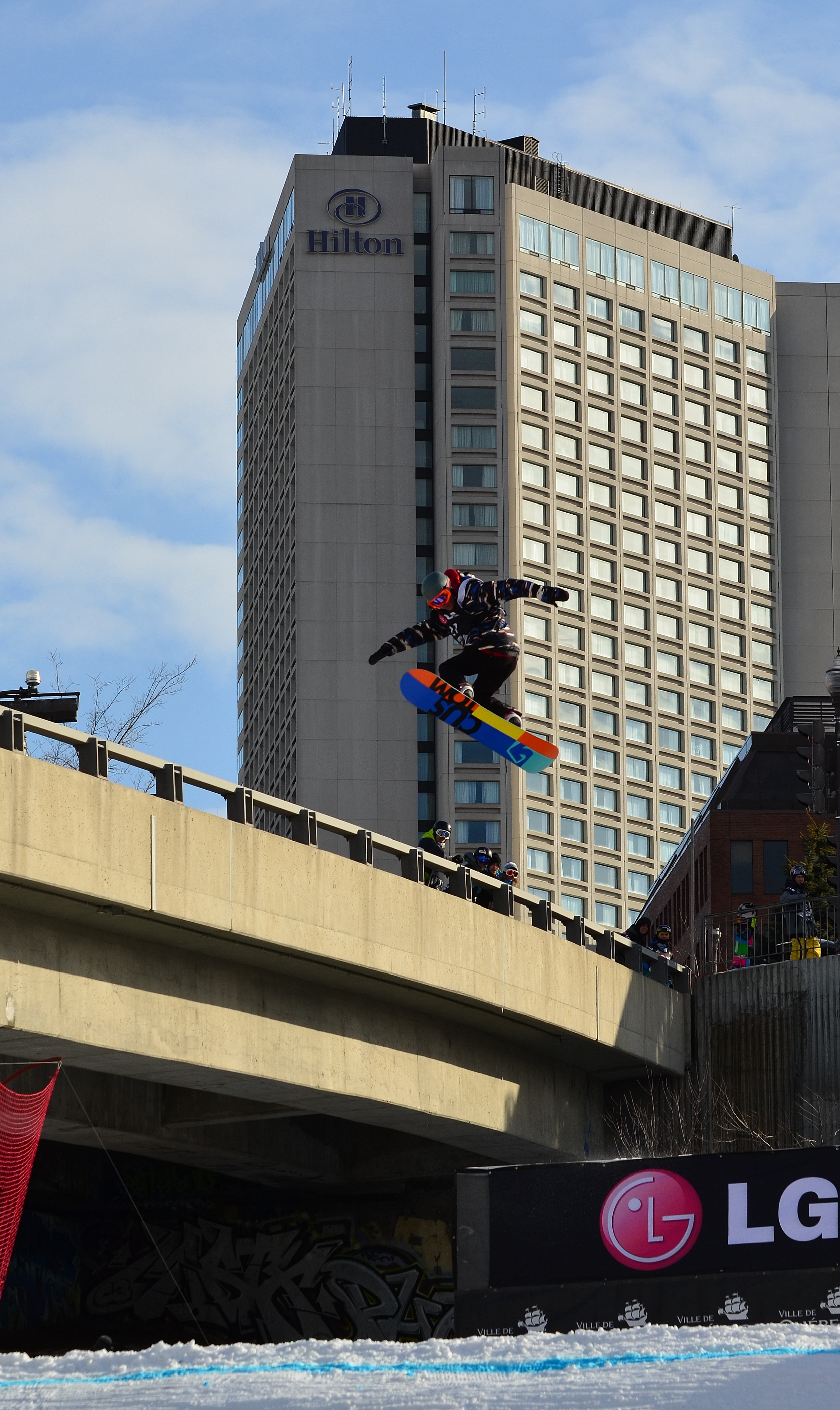
大跳台

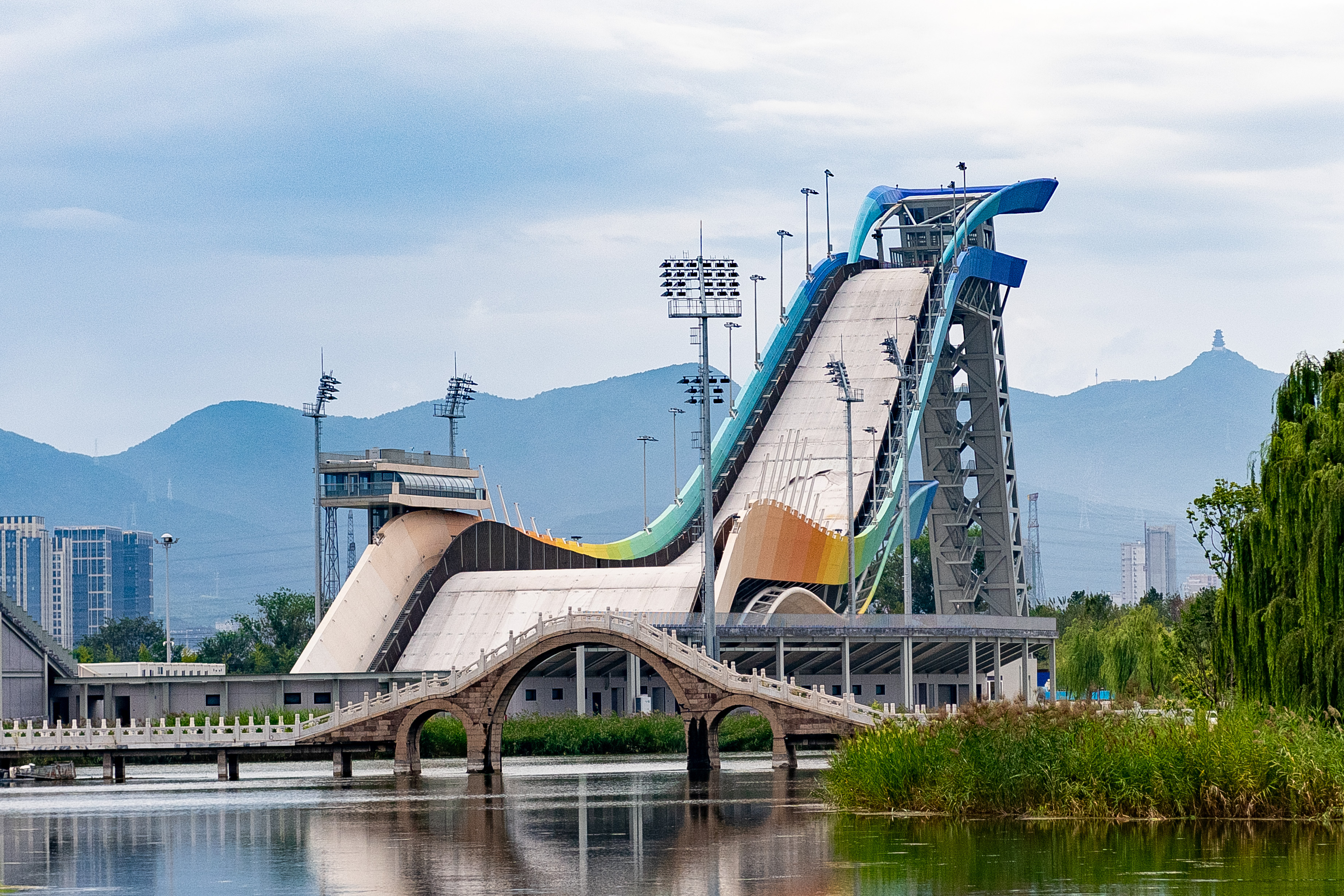
2022年冬季奥林匹克运动会使用的首钢滑雪大跳台

大跳台是一种体育比賽方式，参赛者一般要通過越野摩托车、滑板、滑雪板等途徑从山上或斜坡上衝下来，然後衝上一個非常大的跳台上並通過慣性衝入空中同時展現動作技巧。在大多数比賽中，通常只有一个大跳台，因此只有一次展現動作技巧的机会。参赛者在空中展現複雜的動作後要确保平穩落地，否則會影響比賽分數。單板滑雪和自由式滑雪大跳台分別於2018年和2022年首次入選奧運會。